# Buck's Boy
Buck's Boy, född 9 april 1993 i Illinois, död 27 januari 2022, var ett engelskt fullblod, mest känd för att ha segrat i Breeders' Cup Turf (1998).

## Bakgrund
Buck's Boy var en brun valack efter Bucksplasher och under Molly's Colleen (efter Verbatim). Han föddes upp av Irish Acres Farm och ägdes av Quarter B Farm. Han tränades under tävlingskarriären av P. Noel Hickey.
Buck's Boy tävlade mellan 1996 och 2000, och sprang in totalt 2 750 148 dollar på 30 starter, varav 16 segrar, 5 andraplatser och 2 tredjeplatser. Han tog karriärens största seger i Breeders' Cup Turf (1998). Han segrade även i Hawthorne Gold Cup Handicap (1997), Pan American Handicap (1998, 2000), Turf Classic Invitational Stakes (1998), Hong Kong Jockey Club Trophy Stakes (1998) och Riggs Handicap (1998).

## Utmärkelser
För sina prestationer under säsongen 1998 tilldelades han utmärkelsen United States' Champion Male Turf Horse.

## Efter tävlingskarriären
I slutet av 2000 avslutade Buck's Boy sin tävlingskarriär, för att bo på sin ägares Quarter B Farm i Pleasant Plains, Illinois. Buck's Boy dog den 27 januari 2022, 29 år gammal.